# Georg Ludwig von Seinsheim

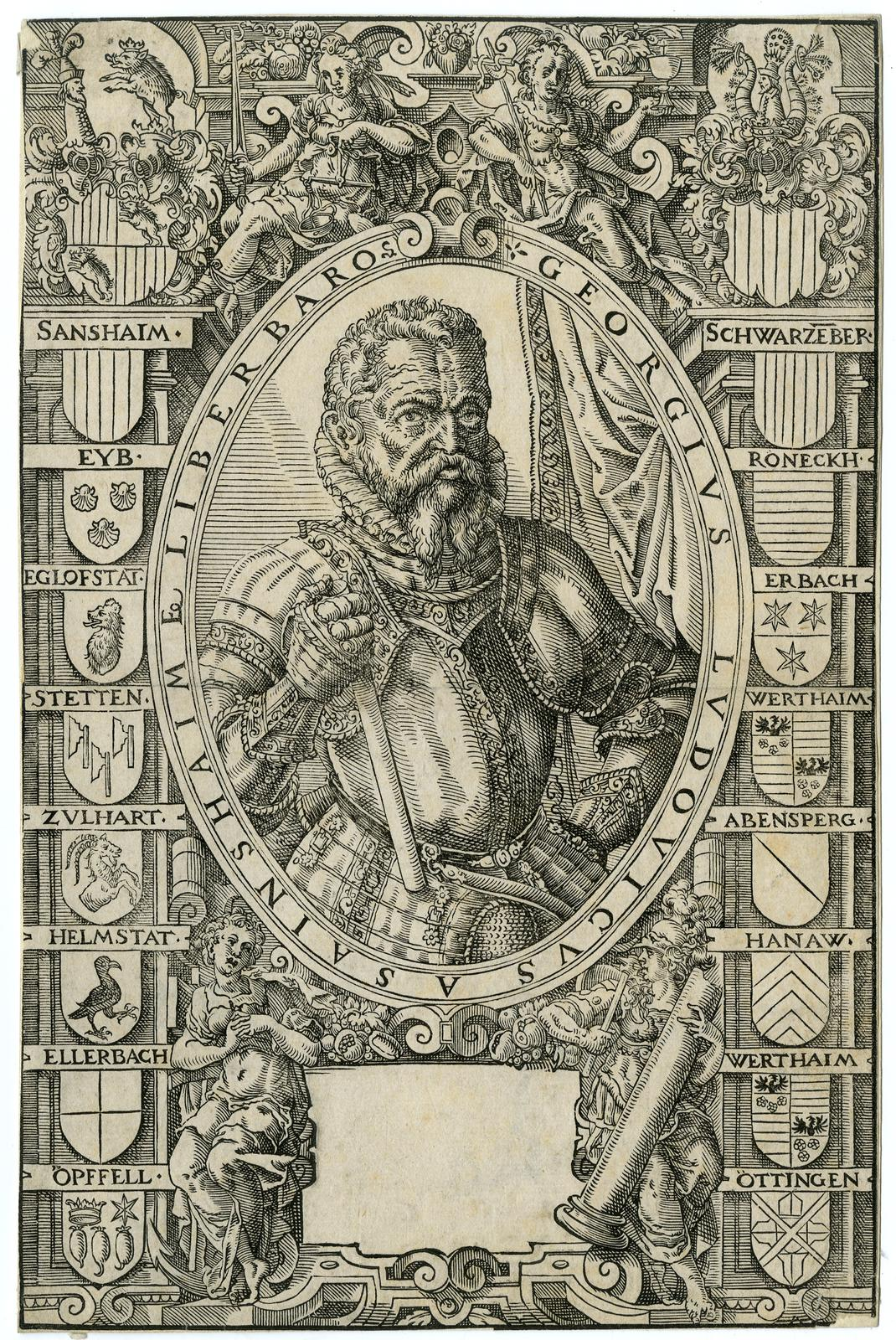
Georg Ludwig von Seinsheim, Druck im British Museum

Georg Ludwig „der Ältere“ von Seinsheim (auch Georg Ludwig von Hohenkottenheim zu Seinsheim, Jörg Ludwig von Seinsheim, * 26. Januar 1514; † 11. Oktober 1591 in Marktbreit) war kaiserlicher Rat, Mitglied des Reichshofrats, Feldmarschall und Obrist des fränkischen Reichskreises. Der Reichsritter und spätere Reichsfreiherr gilt als Förderer von Marktbreit im heutigen Unterfranken. Der lutherische Georg Ludwig von Seinsheim agierte zwischen den sich herausbildenden Lagern des Konfessionellen Zeitalters und wurde von beiden Seiten geschätzt.

## Leben

### Jugend und Ausbildung
Georg Ludwig von Seinsheim wurde am 26. Januar 1514 geboren. Er entstammte der ritterbürtigen, fränkischen Familie von Seinsheim und war Teil der Linie Hohenkottenheim und Seehaus. Der Besitzschwerpunkt der Familie lag auf Orten, die sich im Süden des Maindreiecks und im Vorland des Steigerwaldes befinden. Sie sind als Lehensträger der Grafen zu Castell und anderer nachweisbar. Georg Ludwig war das vierte Kind des Melchior von Seinsheim († 1520) und seiner Frau Anna, geborene von Schwarzenberg. Die Eltern starben während eines Pestausbruchs beide rasch hintereinander.
In der Folge wurde der junge Georg Ludwig bei seinem Großvater mütterlicherseits, Johann von Schwarzenberg, aufgezogen. Johann war als Hofmeister des Fürstbischofs von Bamberg tätig, wandte sich aber spätestens 1524 der Lehre Luthers zu. Der Enkel erhielt eine adelige Schulbildung, wobei er Bildungsanstalten in Bamberg, Nürnberg und Ansbach besuchte. In Nürnberg gehörte der Vikar Wolfgang Krieglsteiner zu seinen Lehrern, in Ansbach wurde er vom Humanisten Vincentius Opsopoeus erzogen. 1525 wurde das Schloss Schwarzenberg im Deutschen Bauernkrieg von den Aufständischen des Marktbibarter Haufens beschossen. Die Kriegserfahrung prägte den jungen Adeligen nachhaltig.
Am 21. Oktober 1528 starb der Großvater in Nürnberg. Der noch nicht großjährige Georg Ludwig erhielt noch im selben Jahr die Stelle eines Pagen am Hof des Herzogs Wilhelm IV. von Bayern. Als Vermittler hatte der Sohn Johanns von Schwarzenberg, Christoph, fungiert, der als Hofrichter in München tätig war. Nach kurzer Zeit wurde Georg Ludwig von Seinsheim in München zum Knappen erhoben. Als junger Soldat nahm der Adelige 1532 am Türkenfeldzug im heutigen Ungarn teil. 1536 ist Georg Ludwig in Frankreich nachweisbar, wo er sich an Kriegszügen Kaiser Karl V. gegen Franz I. von Frankreich beteiligte. Hier infizierte er sich mit Fleckfieber. Ein Jahr später wurde er in Alze im Piemont verwundet.
Bereits 1537 wurde Georg Ludwig von Seinsheim als Fähnrich bezeichnet. Im Jahr 1538 verließ er das Militär, wobei er im Rang eines Hauptmanns verabschiedet wurde. In den folgenden Jahren orientierte sich Georg Ludwig von Seinsheim vermehrt in Richtung seiner adeligen Verwandtschaft. So begleitete er die Einführung der Reformation in den Gebieten, die sein Vetter Christoph von Seinsheim–Erlach beherrschte. 1539 übernahm Georg Ludwig die Besitzungen der früh verstorbenen Margarete von Hohen-Rechberg. Der Herrschaftsantritt in Wässerndorf und einigen umliegenden Orten wurde jedoch durch Erbstreitigkeiten mit den Herren von Giech und Capellen verzögert.

### Dienstjahre
Georg Ludwig von Seinsheim nutzte die Verbindungen zum bayerischen Herzogshof, um in den 1540er Jahren eine Karriere als Verwaltungsfachmann zu beginnen. Er wurde in den Dienst des Pfalzgrafen Ottheinrich aufgenommen und vertrat das Haus Wittelsbach bald auf dem ewigen Reichstag in Regensburg. Seinsheim übernahm die Verwaltung von Sulzbach in der Oberpfalz. Es gelang Georg Ludwig von Seinsheim seinen Dienstherrn auch in führender Position im protestantischen Schmalkaldischen Bund zu etablieren. In wittelsbachischen Diensten wurde Georg Ludwig 1543 Gesandter beim König von Polen und erlebte als solcher die Hochzeit Sigismunds III. mit. Im gleichen Jahr heiratete er in Neuburg an der Donau Margarete von Rüdigheim.
Spätestens 1546 trat Georg Ludwig von Seinsheim in ansbachische Dienste. Zunächst wurde er Amtmann auf der Cadolzburg bei Zirndorf. Georg Ludwig von Seinsheim versuchte das gewaltsame Vorgehen des Markgrafen Albrecht Alkibiades zu unterbinden, wurde allerdings von Albrecht in der Folge in Kitzingen gefangen gesetzt. Seinsheim wurde 1548 Gesandter auf dem Augsburger Reichstag und verhandelte als solcher das sogenannte Augsburger Interim zur Beilegung des Schmalkaldischen Krieges mit.
Er bewies Verhandlungsgeschick, sodass er sein Tätigkeitsfeld auf die katholische Seite der Reichsfürsten erweitern konnte. Noch 1548 trat er in die Dienste des Würzburger Fürstbischofs Melchior Zobel von Giebelstadt und wurde Rat an dessen Hof. Seine eigenen Besitzungen erhielten durch die enge Verbindung des Adeligen zu den bedeutendsten Herrschern des Fränkischen Reichskreises weitere Förderung. Um 1550 wurde die Befestigung von Niedernbreit am Maindreieck ausgebaut, das Georg Ludwig allerdings erst im Jahr 1552 als Erblehen erhielt. In den folgenden Jahren wurde im Ort die Reformation eingeführt, Niedernbreit erhielt eine Ratsschule und ein eigenes Konsistorium. 1553 erließ er ein Judenprivileg für seinen Zentralort, sodass sich hier eine israelitische Gemeinde etablieren konnte.
Zeitgleich mit Niedernbreit wurde auch der Familiensitz Schloss Seehaus bei Nordheim ausgebaut. Georg Ludwig weilte nur noch selten vor Ort und ließ sich durch den Schwager von Seckendorff und den Schultheißen Wolfgang Eckhardt vertreten. 1553 übernahm er die militärische Führungsposition als Obrist des Kreiskontigents des Fränkischen Kreises bei der Belagerung von Metz. Im Dienste des habsburgischen Kaiserhauses übernahm er weitere militärische Unternehmungen, die ihn 1557 nach Ungarn führten. Im gleichen Jahr wurde Georg Ludwig von Seinsheim zum kaiserlichen Hofrat ernannt. Die engen Verbindungen zum Kaiserhaus führten dazu, dass Georg Ludwig von Seinsheim am 14. März 1558 Teil des Ehrengeleits bei der Kaiserkrönung Ferdinands von Habsburg wurde. Eine bedeutende Rolle spielte der Militär auch bei der Durchsetzung der Reichsacht gegen Wilhelm von Grumbach im Jahr 1564.

### Familienpolitik

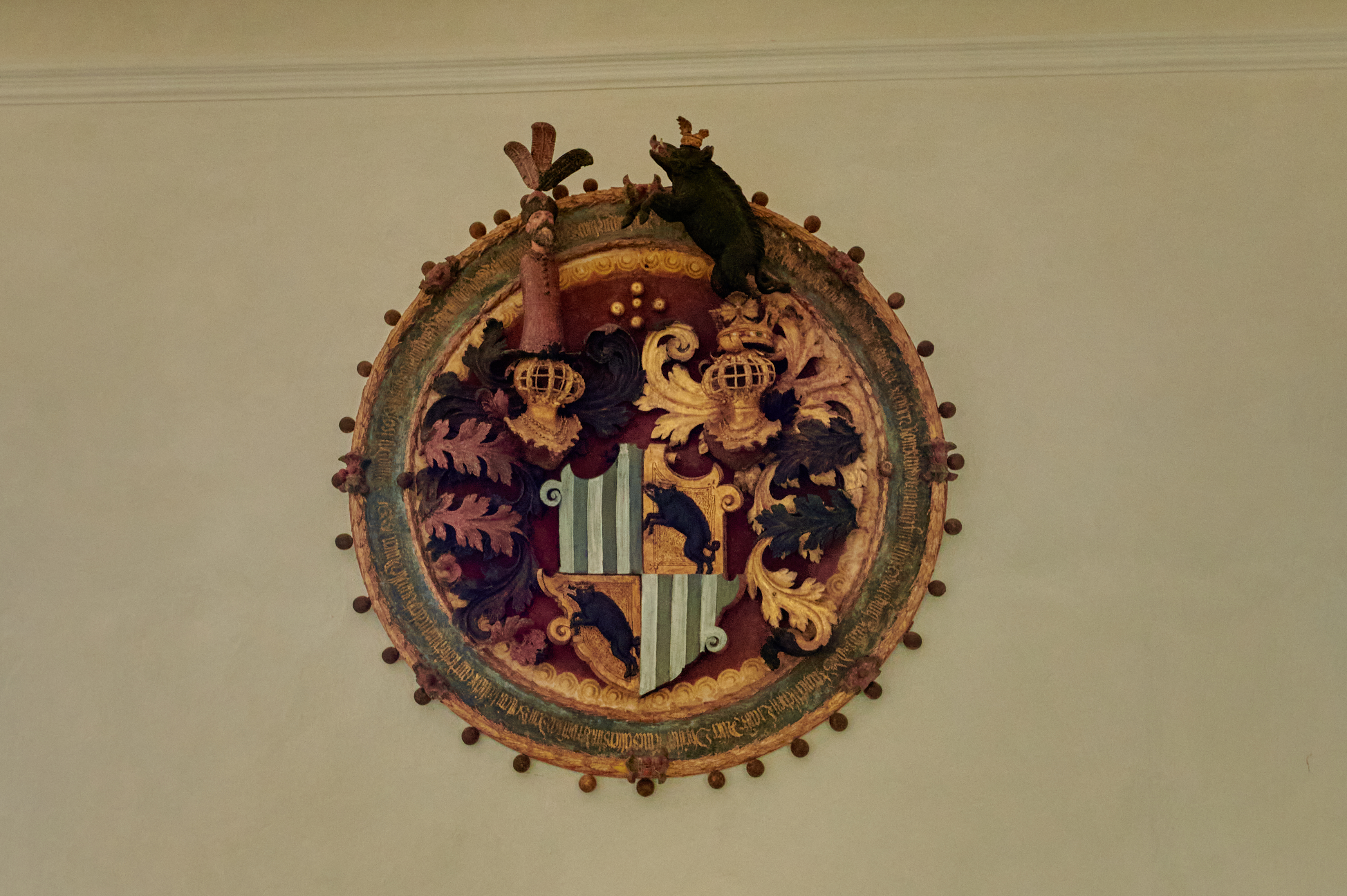
Das gemehrte Wappen des Georg Ludwig von Seinsheim in der Pfarrkirche in Markt Nordheim

Im gleichen Jahr gelang es ihm außerdem die Markterhebung von Niedernbreit beim Kaiser durchzusetzen. Fortan trug der Ort den Namen Marktbreit. 1560 heiratete Georg Ludwig ein zweites Mal, nachdem seine erste Frau 1557 verstorben war und ihre Grablege in Nordheim erhielt. 1562 erhielt Marktbreit einen kaiserlichen Steuerfreiheitsbrief, der in der Folge die Erweiterung der Nicolaikirche ermöglichte. 1573 wurde Marktbreit ein eigenes Zentgericht gestattet. Über seine Diensttätigkeiten konnte sich Georg Ludwig von Seinsheim für seine Familie weitere Güter sichern. So erwarb er 1570 die Herrschaft Sünching käuflich. Allerdings konnte er die Herrschaft nicht antreten, weil Herzog Albrecht V. von Bayern lutherische Bestrebungen in seinem Einflussbereich nicht mehr duldete. Zugleich wurde Georg Ludwig Präfekt des Ritterkantons Steigerwald.
Die konfessionellen Streitigkeiten spielten gegenüber den Würzburger Fürstbischöfen eine nur geringe Rolle. Auf Bitten des Würzburger Bischofs Julius Echter von Mespelbrunn übernahm Georg Ludwig 1573 den Vorsitz im bischöflichen Rat. 1575 übernahm er zugleich eine mehrjährige Statthalterschaft in Ansbach. Am 15. März 1580 wurde er schließlich vom Kaiser in den Reichsfreiherrenstand erhoben. Ihm gelang außerdem eine Wappenmehrung durchzusetzen, die sein Zeichen um den Eber im Wappen von Sünching erweiterte. Im Zuge des Aufstiegs wurde die Grabkapelle auf dem Friedhof in Marktbreit ausgebaut.
In seinen letzten Lebensjahren war Georg Ludwig von Seinsheim darum bemüht, das Erreichte für die Familie abzusichern. Er wies Ansprüche der Familie Seckendorff an der Herrschaft in Marktbreit zurück und dämpfte die Erwartungen des Hauses Schwarzenberg auf das Erbe. 1588 gelang ihm die Zusammenfassung aller Güter, Vogteien und Untertanen zu einem Fideikommiss. Georg Ludwig von Seinsheim begann am 7. August 1589 ein Testament aufzusetzen, änderte den Inhalt allerdings mehrfach ab. Der Freiherr zog sich im folgenden Jahr zunehmend aus der Öffentlichkeit zurück und vereinsamte wohl. Am 11. November 1591 starb Georg Ludwig von Seinsheim in Marktbreit. Seine Leiche wurde nach Nordheim überführt, wo er an der Seite seiner ersten Frau beerdigt wurde. Die Herrschaft übernahm Georg Ludwig von Erlach, der im Testament zum Erben eingesetzt worden war.

## Ehen und Erben
Georg Ludwig von Seinsheim heiratete im Jahr 1543 in Neuburg an der Donau die Adelige Margarete von Rüdigheim, die bereits 1557 starb. Am 4. Dezember 1560 ehelichte er in Markt Bibart Barbara von Heßberg, die bereits zuvor mit einem von Hutten verheiratet gewesen ist. Die zweite Frau überlebte ihn und starb am 10. September 1601 in Ansbach. Beide Ehe blieben kinderlos, sodass sich Georg Ludwig von Seinsheim bereits zu Lebzeiten nach geeigneten Erben umsehen musste. Bereits 1554 war er als Patenonkel des Georg Ludwig von Erlach in Erscheinung getreten. Georg Ludwig der Jüngere erbte schließlich auch die Güter des Onkels.

## Werk
- Georg Ludwigen von Seinßheim, etc. Kurtze Ablainung und Verantwortung, etlicher unbeständiger unerfindlicher schmählicher Zulagen, Die Wilhelm von Grumbach, und seine Zugewandte, Ihme von Seinßheim, inn den im Truck außgangnen Büchern, So inn der Einnam der Vestung Grimmenstein, anno 1567 gefunden, zugemessen worden. Verlag von Aich, Würzburg 1590, 22 S. Digitalisat

## Quelle
- Conrad Dinner: De ortu, vita et rebus gestis illustris et generosi herois domini Georgii Ludovici a Seinsheim senioris, in Hohen-Cottenheim [...] baronis, Caesareae maiestati a consiliis etc.: historicae expositionis libri quinque. O. O. 1590. Digitalisat